# إبراهام فيشر
إبراهام فيشر (بالإنجليزية: Abraham Fischer)‏ هو سياسي جنوب أفريقي، ولد في 1850 في جنوب أفريقيا، وتوفي في 16 نوفمبر 1913 في كيب تاون في جنوب أفريقيا. حزبياً، نشط في الحزب الجنوب أفريقي. وقد انتخب وزير الشؤون الداخلية (1912 – 6 أكتوبر 1913).